# 多叶早熟禾
多叶早熟禾（学名：Poa plurifolia）为禾本科早熟禾属下的一个种。